# Regnbroms
Regnbroms (Haematopota pluvialis) är en tvåvingeart som först beskrevs av Carl von Linné 1758.  Regnbroms ingår i släktet Haematopota och familjen bromsar. Arten är reproducerande i Sverige. Inga underarter finns listade i Catalogue of Life.
Arten har en ganska smal kropp och en gråsvart färg. På vingarna förekommer ett brunaktigt ådrigt mönster. Typiskt är många hår på kroppen och glänsande ögon. Benen är hos regnbromsen randiga.
De flesta aktiva exemplar hittas mitt under sommaren. Honornas föda består av blod från hjortar och boskapsdjur. Efter regnfall och under dimmiga dagar kan de även suga blod från människor. Larverna har ett underjordiskt liv.
I Europa förekommer arten nästan överallt. För Island, Nordirland, Korsika, den grekiska övärlden och Belarus saknas utbredningsdata.

## Bildgalleri

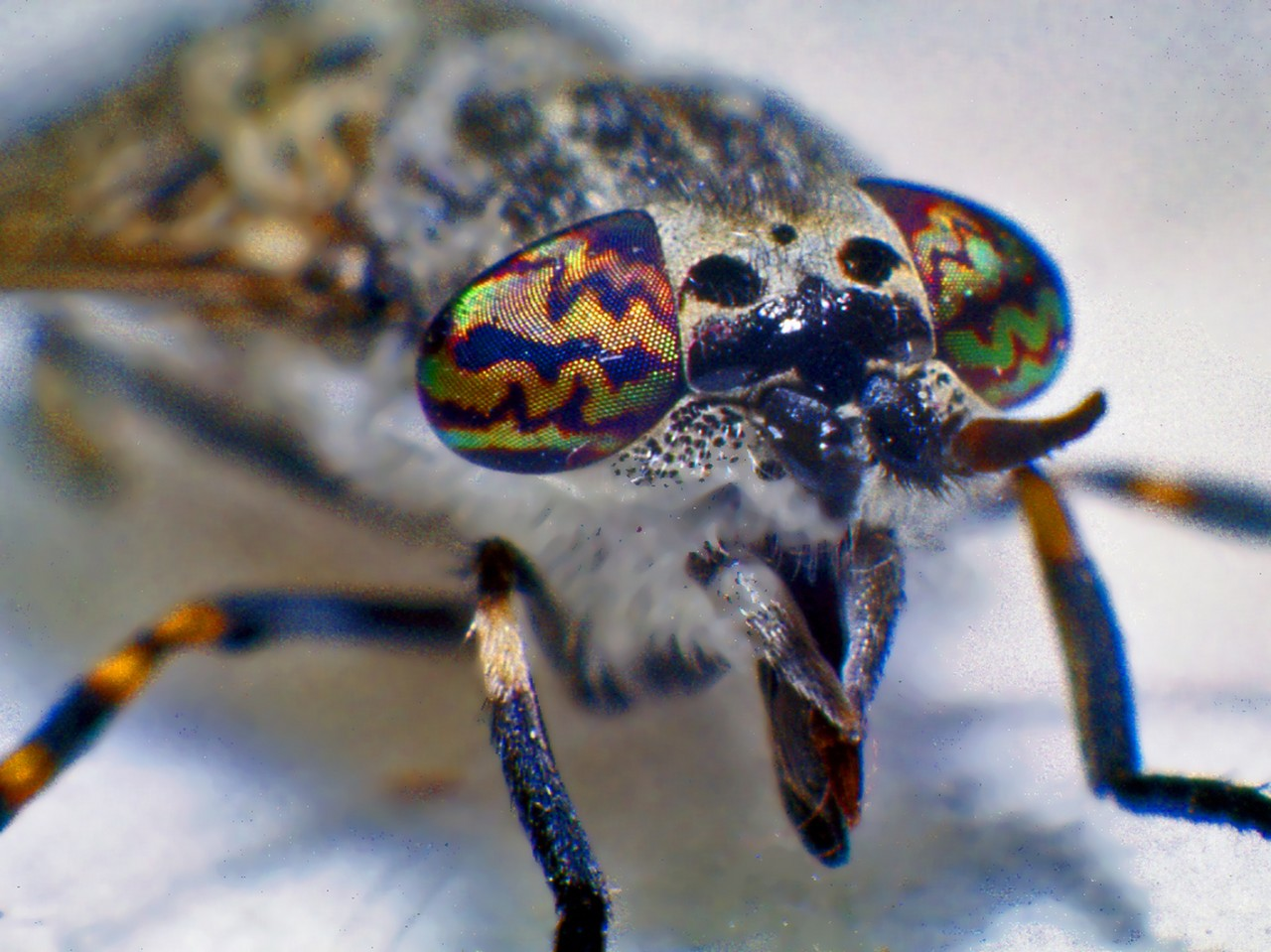
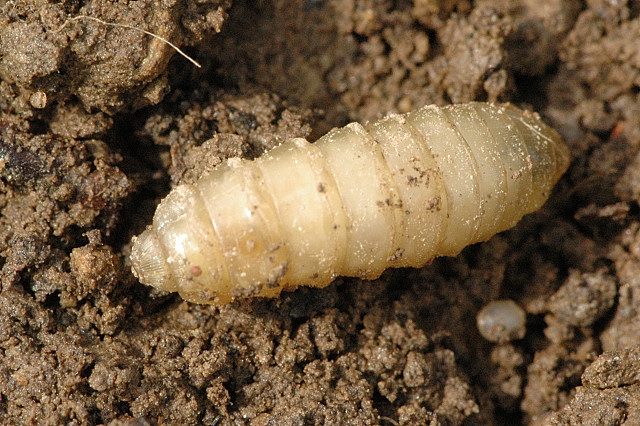
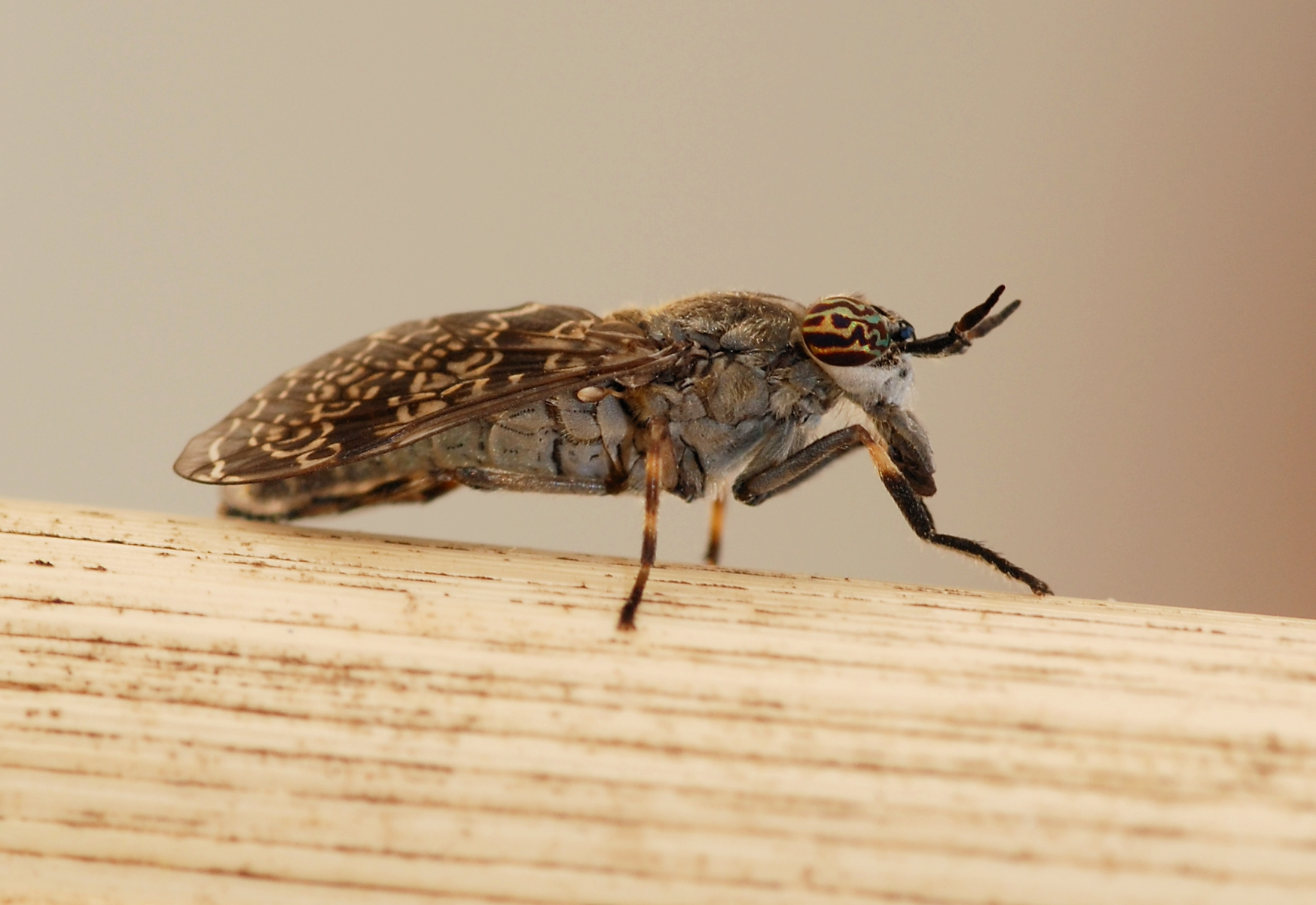
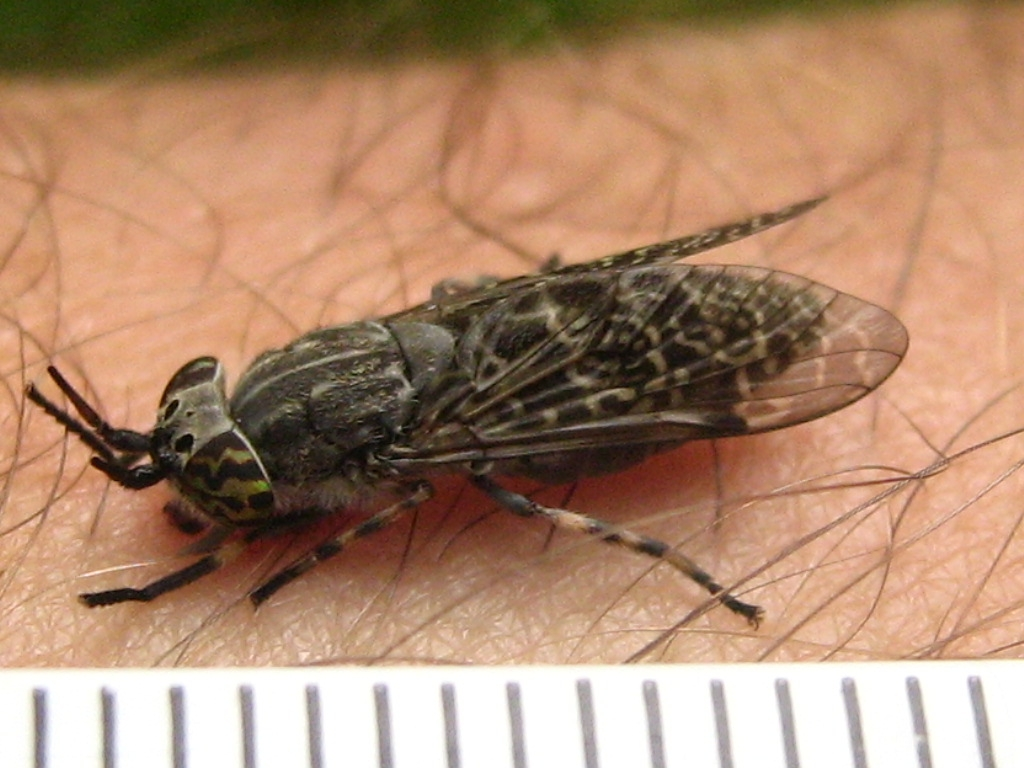